# 鄭吉
鄭 吉（てい きつ、? - 紀元前48年）は、前漢の人。会稽郡の人。

## 略歴
兵卒として従軍して何度か西域に出征し、そこで郎となった。力と意思が強く、外国の事に詳しかった。
宣帝の地節2年（紀元前68年）、漢は鄭吉を侍郎とし、渠犁国に派遣して刑を免除した罪人に耕作させて兵糧を集め、車師国を攻めようとした。収穫が終わると鄭吉は周辺の国々から兵を徴発し、自分が率いる屯田兵1500人と共に車師を攻撃した。車師は匈奴に援軍を要請したが、匈奴の援軍も鄭吉が迎撃に出ると前進せず、車師王は烏孫に逃亡した。漢は鄭吉を衛司馬とし、「護鄯善以西南道」（西域南道の監督役）とした。
神爵年間に匈奴が混乱すると、匈奴の日逐王（単于の従兄）が漢への降伏を鄭吉へ打診した。神爵2年（紀元前60年）、鄭吉は渠犁・亀茲の兵を徴発して日逐王と彼が率いてきた12,000人を迎え、途中で離反した者は斬刑に処して長安まで連行した。
日逐王の降伏により、鄭吉は「護車師以西北道」ともなり、以前の職と合わせて西域の南北両道の監督役となったことで、西域都護となった。神爵3年（紀元前59年）、以前の功績と併せて安遠侯に封じられた。また日逐王はこのとき帰徳侯に封じられた。
鄭吉は都護の幕府を西域の中心に置き、烏塁城を治所として西域諸国の鎮撫に携わった。
鄭吉は初元元年（紀元前48年）に死亡し、繆侯と諡された。安遠侯は子の鄭光が受け継いだが、彼には子がなかったので彼の代で断絶した。居摂元年（6年）、王莽が断絶した功臣を復興させた際に、鄭吉の曾孫にあたる鄭永が安遠侯となったが、王莽が滅びると断絶した。